# Баркат, Реувен
Реувен Баркат (ивр. ראובן ברקת‎; 15 июня 1906 года, Таураге, Российская империя — 5 апреля 1972 года, Иерусалим, Израиль) — израильский политик, депутат кнессета (6, 7 созывы).

## Биография
Реувен Бурштейн (позже — Баркат) родился 15 июня 1906 года в Таураге (Российская империя, ныне — Литва) в семье раввина Авраама-Арона Бурштейна (1867, Каменец-Литовск — 1925).
Баркат учился в реформированном хедере и иешиве, а затем поступил в еврейскую гимназию Литвы. Он был одним из основателей движений молодых пионеров и молодых евреев в стране. Позже Баркат изучал право и литературу в Парижском и Страсбургском университетах и возглавлял союз еврейских студентов.
В 1926 году он репатриировался на территорию Подмандатной Палестины. С 1928 по 1933 годы, прежде чем стать руководителем департамента общественных контактов, занимавшегося переводом еврейской собственности из нацистской Германии в Палестину, Баркат работал секретарем сельскохозяйственного кооператива «Ха-Мерказ ха-Хаклаи».
С 1940 по 1946 годы, прежде чем присоединиться к политическому отделению профсоюза Гистадрут, он занимал пост генерального секретаря национального комитета еврейских солдат. В 1949 году он стал заведующим отделением, а также членом центрального комитета профсоюза. Позже он возглавил департамент по делам арабов.
В 1960 году Баркат был назначен послом Израиля в Норвегии. В 1962 году он стал генеральным секретарем партии «МАПАЙ» и занимал эту должность до 1966 года. На парламентских выборах 1965 года Баркат был избран в кнессет от союза «Маарах». Он был переизбран в 1969 году и назначен спикером кнессета.
Реувен Баркат умер при исполнении служебных обязанностей 5 апреля 1972 года в возрасте 65 лет. Его место в кнессете занял Авиад Яффэ.